# Het Vlaamsche Nieuws
Het Vlaamsche Nieuws was een Belgische progressief-liberale en Vlaamsgezinde krant.

## Geschiedenis
Op 20 november 1914 werd de uitgave van De Vlaamsche Gazet, met goedkeuring van de Duitse bezetter, hernomen door Alfons Baeyens. Na een verbod hiertoe van uitgever Julius Hoste werd de naam op 14 januari 1915 gewijzigd in Het Vlaamsche Nieuws. Vanaf januari 1915 ontving de krant Duitse subsidies.
In juni 1915 kwam het tot een conflict tussen de Duitse censuur en de Antwerpse redactie en werd de publicatie gestaakt. Er werd vervolgens een nieuw redactieteam samengesteld onder leiding van August Borms en Albert van den Brande, tevens werd een meer activistische houding aangenomen. De familie Baeyens bleef echter formeel eigenaar, een situatie die pas veranderde toen op 8 januari 1917 de krant werd overgenomen door De Vlaamsche Pers. Vanaf dan werd Raf Verhulst hoofdredacteur.
De laatste editie verscheen op 13 november 1918. De oplage bedroeg anno 1915 ca. 14.000 à 18.000 exemplaren, in 1917 was dit gedaald tot circa 10.000 à 12.000 exemplaren.

## Bekende (ex-)medewerkers
- Karel Angermille
- Alfons Baeyens
- Lode Baekelmans
- August Borms
- Jan Bruylandts

- René De Clercq
- Arthur Cornette
- Arthur Faingnaert
- Antoon Jacob
- Antoon Moortgat

- George Roose
- Albert van den Brande
- Robert van Genechten
- Paul van Ostaijen
- Raf Verhulst

## Historische documenten
- De Vlaamsche Gazet / Het Vlaamsche Nieuws (20 november 1914 - 19 oktober 1918); The Belgian War Press (CegeSoma)
- PV 1356 – Vervulde plicht in zake van het dagblad Het Vlaamsche Nieuws: Het Laatste Nieuws; De Groote Oorlog in Antwerpen; 9 december 1916 (Stad Antwerpen)